# ベーカーズフィールド (カリフォルニア州)
座標: 北緯35度22分 西経119度1分 / 北緯35.367度 西経119.017度

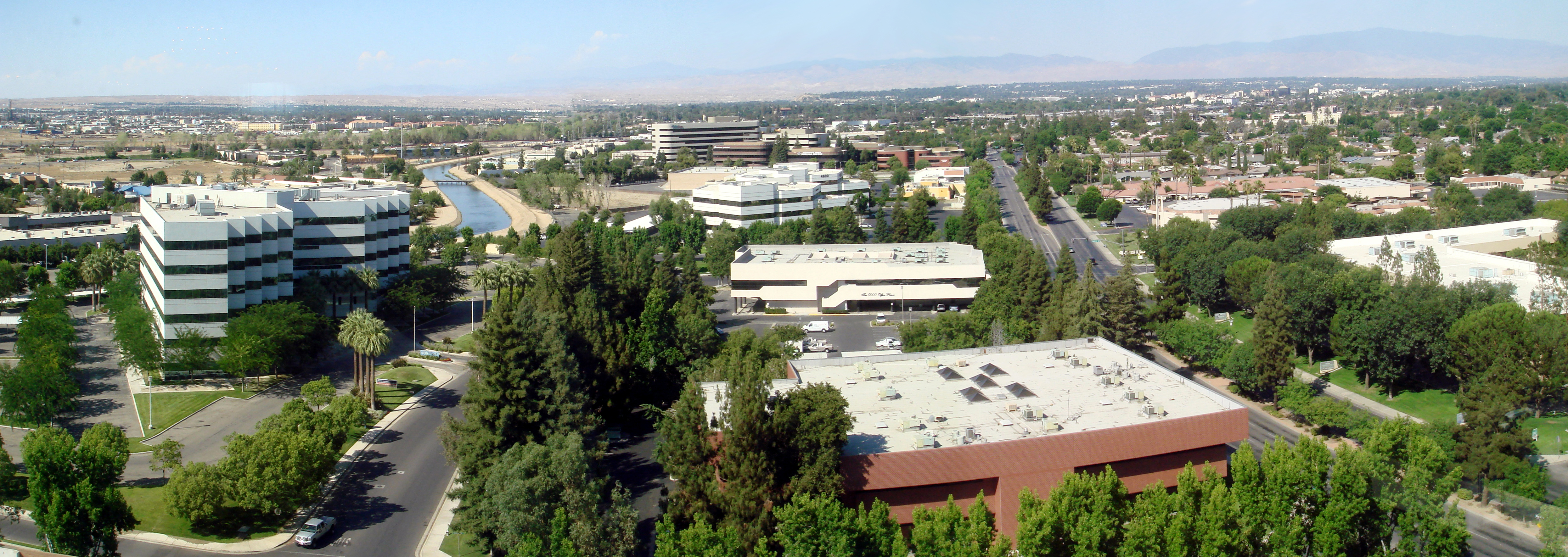
ベーカーズフィールド

ベーカーズフィールドの位置

ベーカーズフィールド（Bakersfield）は、アメリカ合衆国カリフォルニア州のカーン郡にある都市。同郡の郡庁所在地で、人口は40万3455人（2020年）である。単独で都市圏を形成するベーカーズフィールド都市圏はカリフォルニア州で9番目に大きな都市圏(MSA)である。また、フレズノと同様、サンフランシスコとロサンゼルスを結ぶ内陸の中継点に位置しており、近辺の商業中心地であるほか、周辺の農作物集散地となっている。
一帯には肥沃な農地が広がり、野菜、果物、綿花を集散するほか、アルファルファなどの牧草栽培も盛ん。カーン郡は全米で4番目に農作物収穫量の多いカウンティであり、その集散地として発展した。また、19世紀に油田が発見されてから石油精製が市の主産業となっており、州を代表する石油化学工業都市として知られたが、機械の自動化や精製量の減少に伴い雇用力が減退しており、今日では主な雇用先が役場と農場が占めるなど、その地位は大きく低下している。
また、地域の特色として、市内には全米最古のバスク人コミュニティが存在している。

## 歴史
市名は、1860年に都市を創設したトーマス・ベイカー(w:Thomas Baker)にちなむが、元々はヨクツ族の居住地であり、後にスペイン人が訪れるも、メキシコ独立革命勃発の頃までは多くヨクツ族が居住していた。彼らが去って行ったのはその2年後、1862年に壊滅的な洪水被害が起きたためである。しかし、その後の1865年、カーン郡で油田が発見されたことで、ゴールドラッシュによって築かれ、そして金が採掘できなくなり捨てられた多くの都市からの住民が移り住み、郡庁所在地も山岳の鉱山町ハビナ（ハビナは現在ゴーストタウンとなっている）から移された。20世紀初頭には石油化学工業が発展、同市は一帯の商工業中心都市として発展を遂げた。
しかし、1952年にカーン郡を震源とするマグニチュード7.5の大地震が発生、ベーカーズフィールドも甚大な被害を受け、人的被害や家屋の倒壊被害だけでなく、テハチャピ山地から土砂災害と洪水が発生、綿花畑を中心に農場は壊滅的な被害を受けた。そして、その後群発した余震によって歴史的な町並みも姿を消した。
しかしながら、1970年から2010年に至るベーカーズフィールドの人口は400％増加しており、ロサンゼルスに車で5時間という近接性やロサンゼルス方面からもジョアキン渓谷観光の拠点として発展し、また一帯の農業集散地、食品加工拠点として再興を遂げている。1990年にはthe National Civic League.より、アメリカで最もコミュニティに優れた都市の一つとして表彰もされている。

## 地理
ベーカーズフィールドは、サンホアキン・バレーの南部に位置している。座標は北緯35度21分26秒、西経119度1分54秒。アメリカ合衆国統計局の調査によると、296.3km2を占め、292.9km2が陸であり、3.4km2が池や川である。1.14%を水域が占めている。

## 統計
2000年の統計によると、247,057人が住んでおり、83,441の世帯、60,995の家族が住んでいる。人口密度は、843.4人/km2である。88,262件の住居があり、301.3件/km2である。人口の61.87%が白人、9.16%がアフリカ系アメリカ人、1.40%がアメリカ先住民、4.33%がアジア系、0.12%がハワイやグアムなどの太平洋の島々からの移民、18.68%がそのほかの民族や人種、4.43%が2つ以上の民族や人種を親に持ち、32.45%がヒスパニック系である。
83,441世帯のうち、42.5%が18歳未満の子供と一緒に生活しており、52.1%は夫婦で生活している。15.5%は未婚の女性が世帯主であり、26.9%は結婚していない。21.5%は1人以上の独身の居住者が住んでおり、7.2%は65歳以上で独身である。1世帯の平均人数は2.92人であり、結婚している家庭の場合は、3.41人である。
人口の32.7%が18歳未満で、10.1%が18歳から24歳、29.9%が25歳から44歳、18.6%が45歳から64歳、8.8%が65歳以上である。平均年齢は30歳である。女性100人に対し、94.6人が男性である。18歳以上の女性100人に対し、90.8人が18歳以上の男性である。
1世帯の平均年収は、39,982ドルであり、結婚している家庭の場合は45,556ドルである。男性の平均収入が38,834ドルであるのに対し、女性は27,148ドルである。住民1人当たりの収入は17,678ドルであり、人口の18.0%、14.6%の家庭が貧困状態にある。18歳未満の24.4％、65歳以上の8.4%が貧困状態にある。

## 経済
ベーカーズフィールドの雇用を支えるのはカーン郡やベーカーズフィールド市といった役場関連と一帯に広がる大規模な農園であり、農作物はブドウ、柑橘類、アーモンド、人参、アルファルファ、綿花、バラなど幅広い。また、そこから生まれたThe Giumarra Companiesはカット人参、じゃがいもなどの野菜の加工食品大手として数千人の雇用を生み出している。一帯の医療の中心でもあり、医療機関従事者も多い。また、発展が目覚ましいのは配電機器産業であり、人件費や地価が高騰したロサンゼルスやオークランドから多くの企業が工場を移転させている。一方で、かつての主要雇用主だったシェブロンは1000人程度の雇用に留まっており、石油化学工業はもはや主力産業でなくなりつつある。

## 交通

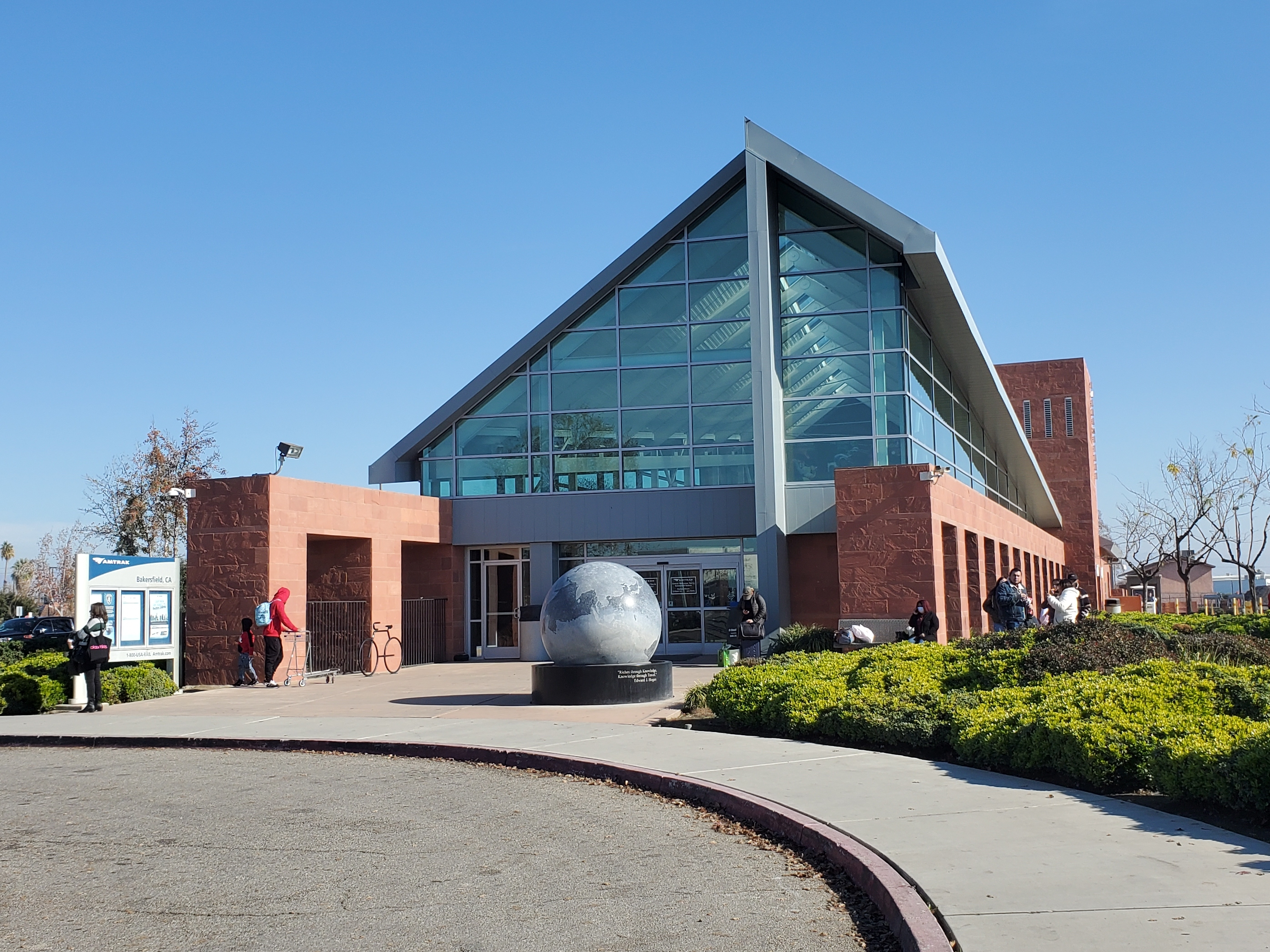
ベーカーズフィールド駅

ベーカーズフィールド駅はアムトラックの旅客列車サン・ホアキンの南のターミナル駅である。オークランド行き、サクラメント行きがある。

## 治安
ベーカーズフィールドは急な人口増加に伴い、治安も急激に悪化している。2017年におけるモーガン・クイットノーの犯罪発生率リストによると、州内ではサンフランシスコと並び最悪クラス、全米でも高い水準にあり、特に殺人及び家庭内殺人が多い。また、その背景には2000年後頃からギャングが潜伏してきていることがベーカーズフィールド警察によって指摘されている。

## スポーツ
- ベーカーズフィールド・ブレイズ - 野球、カリフォルニアリーグ（2016年まで）
- ベーカーズフィールド・コンダーズ - アイスホッケー、SCHL (ECHL)
- ベーカーズフィールド・ブリッツ - アリーナフットボール、Af2 (Af2)
- ベーカーズフィールド・ジャム - バスケットボール、NBADL
- ベーカーズフィールド・ブリゲード - サッカー、USL Premier Development League

## 姉妹都市
- 富川市（韓国）
- ミンスク（ベラルーシ）
- 和歌山市（日本）
- 慈渓市（中国）
- ケレタロ（メキシコ）

## 出身者
- コーン - ロックバンド
- ラリー・バーンズ - プロ野球選手
- コルビー・ルイス - プロ野球選手
- クリス・チャイルズ - NBA選手
- ロバート・スウィフト - NBA選手
- デニス・ラルストン - テニス選手
- デレク・ミアーズ - 俳優
- ラリー・ウェルツ - 漫画家
- ケヴィン・ハーヴィック - レーシングドライバー
- ケビン・マッカーシー - 政治家、第64代アメリカ合衆国下院議長
- デビッド・カー - アメリカンフットボール選手
- デレック・カー - アメリカンフットボール選手、デビッドの弟
- ジョーダン・ラブ - アメリカンフットボール選手